# Barbara Krug
Barbara Krug   (Leipzig, 6 de maig de 1956) és una atleta alemanya, ja retirada, especialista en curses de velocitat, que va competir durant la dècada de 1970 sota bandera de la República Democràtica Alemanya.
El 1980 va prendre part en els Jocs Olímpics d'Estiu de Moscou on, formant equip amb Gabriele Löwe, Christina Lathan i Marita Koch, va guanyar la medalla de plata en la prova del 4x400 metres del programa d'atletisme.
En el seu palmarès també destaca una medalla d'or en el 4x400 metres del Campionat d'Europa d'atletisme de 1978, formant equip amb Christiane Marquardt, Marita Koch i Christina Lathan; i el campionat nacional del 4x400 metres de 1977 i dels 400 metres de pista cobertsa de 1979.
La seva carrera es va veure eclipsada per la figura de Marita Koch.

## Millors marques
- 400 metres. 51.03" (1980)[1][4]